# This Man Dawson
This Man Dawson è una serie televisiva statunitense in 39 episodi trasmessi per la prima volta nel corso di una sola stagione dal 1959 al 1960.
È una serie del genere poliziesco a sfondo drammatico incentrata sulle vicende dell'ex colonnello dei Marines Frank Dawson, interpretato da Keith Andes, che viene ingaggiato dal corpo di polizia di una città statunitense (mai menzionata) al fine di ripulirlo dalla corruzione. La serie è in parte ispirata al film Damn Citizen (1958), in cui lo stesso Andes interpreta il sovrintendente di polizia della Louisiana Francis Grevemberg (poliziotto realmente esistito noto per le sue battaglie contro la corruzione). William Conrad presta la sua voce come narratore in tutti gli episodi.

## Personaggi e interpreti

### Personaggi principali
- Capitano della polizia Frank Dawson (39 episodi, 1959-1960), interpretato da Keith Andes, doppiato da Gabriele Patriarca.
- Narratore (39 episodi, 1959-1960), interpretato da William Conrad, doppiato da Mauro Mantegazza.
- Sergente Ed Blankey (21 episodi, 1959-1960), interpretato da William Woodson, doppiato da Alessio De Filippis.

### Personaggi secondari
- Ryan (3 episodi, 1959-1960), interpretato da John Marley.
- Vespa (2 episodi, 1960), interpretato da James Garde.
- Max Creiger (2 episodi, 1960), interpretato da Emile Meyer.
- Davis (2 episodi, 1960), interpretato da Tom Middleton.
- Maryt (2 episodi, 1960), interpretato da Stephen Roberts.
- Harvey Stone (2 episodi, 1960), interpretato da Louis Merrill.
- Nathan Cramer (2 episodi, 1959-1960), interpretato da Judson Pratt.
- Jurowe (2 episodi, 1960), interpretato da Don 'Red' Barry.
- Harmon (2 episodi, 1960), interpretato da Leo Penn.

## Produzione
La serie fu prodotta da United Artists e ZIV Television Programs. Le musiche furono composte da Andrew Carlin (autore del tema This Man Dawson).

### Registi
Tra i registi sono accreditati:
- William Conrad in 9 episodi (1959-1960)
- Elliott Lewis in 7 episodi (1959-1960)
- Herman Hoffman in 3 episodi (1959-1960)
- Franklin Adreon in 2 episodi (1959-1960)
- James Goldstone in 2 episodi (1960)
- Leon Benson

### Sceneggiatori
Tra gli sceneggiatori sono accreditati:
- Stephen Alexander in 4 episodi (1959-1960)
- Samuel A. Peeples in 3 episodi (1959-1960)
- Eustace Cockrell in 3 episodi (1960)
- Anthony Lawrence in 2 episodi (1959-1960)
- Robert J. Shaw in 2 episodi (1959-1960)
- Carey Wilber in 2 episodi (1959-1960)
- David Yeshal in 2 episodi (1959)
- Laurence Heath in 2 episodi (1960)
- Gene Levitt

## Distribuzione
La serie fu trasmessa negli Stati Uniti dal 15 ottobre 1959 al 1960 in syndication.
In Italia la serie è stata trasmessa su Telecapri News dal 18 maggio 2012 al 3 gennaio 2013 col titolo originale.

## Episodi
| Stagione       | Episodi | Prima TV USA | Prima TV Italia |
| -------------- | ------- | ------------ | --------------- |
| Prima stagione | 39      | 1959-1960    | 2012-2013       |